# 梅泰里 (路易斯安那州)
梅泰里（英語：Metairie）是位於美國路易斯安那州傑佛遜堂區的一個普查規定居民點。

## 人口
根據2020年美國人口普查的數據，梅泰里的面積為60.35平方千米，當中陸地面積為60.24平方千米，而水域面積為0.11平方千米。當地共有人口143507人，而人口密度為每平方千米2,377.91人。